# Muon
Un muon ( /m(j)uːɑːn/. M(Y)OO-on; de la letra griega mi (μ) utilizada para representarlo) es una partícula elemental masiva similar al electrón, con una carga eléctrica de −1 e y un espín de 1⁄2, pero con una masa mucho mayor. Se clasifica como leptón. Al igual que otros leptones, se cree que el muon no está compuesto por ninguna partícula más simple; es decir, es una partícula fundamental. Está asociada con su correspondiente antipartícula, el antimuón (µ+).
El muon es una partícula subatómica inestable con una vida media de 2,2 µs, mucho más larga que muchas otras partículas subatómicas. Al igual que la desintegración del neutrón no elemental (con una vida de unos 15 minutos), la desintegración del muon es lenta (para los estándares subatómicos) porque la desintegración está mediada sólo por la interacción débil (en lugar de la más potente interacción fuerte o interacción electromagnética), y porque la diferencia de masa entre el muon y el conjunto de sus productos de desintegración es pequeña, proporcionando pocos  grados de libertad cinéticos para la desintegración. La desintegración del muon casi siempre produce al menos tres partículas, que deben incluir un electrón de la misma carga que el muon y dos tipos de neutrinos.
Como todas las partículas elementales, el muón tiene una antipartícula correspondiente de carga opuesta (+1 e) pero igual masa y espín: el antimuón (también llamado muón positivo). Los muones se denominan μ- y los antimuones μ+. Antiguamente, los muones se denominaban mesones mu, pero los físicos de partículas modernos no los clasifican como  mesones, y la comunidad de físicos ya no utiliza ese nombre.
Los muones tienen una masa de 105.66 MeV/c², que es aproximadamente 206.7682830(46) veces la del electrón, me. También existe un tercer leptón, el tau, aproximadamente 17 veces más pesado que el muon.

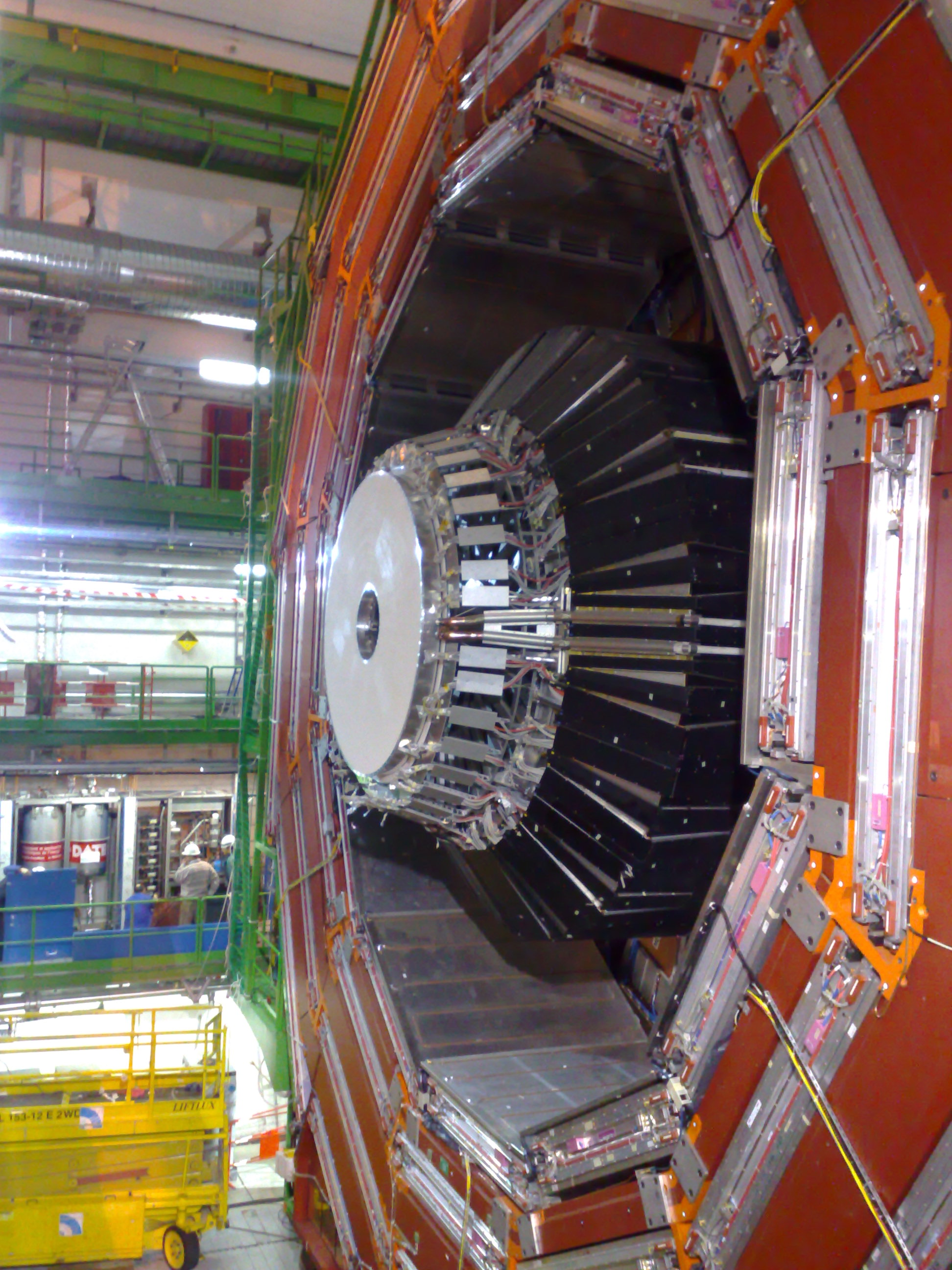
Cámara de muones del experimento CMS

Debido a su mayor masa, los muones aceleran más lentamente que los electrones en los campos electromagnéticos y emiten menos radiación de frenado (radiación de desaceleración). Esto permite a los muones de una energía dada penetrar mucho más profundamente en la materia, ya que la deceleración de electrones y muones se debe principalmente a la pérdida de energía por el mecanismo de radiación de frenado. Por ejemplo, los llamados muones secundarios, creados por rayos cósmicos que inciden en la atmósfera, pueden penetrar en ésta y alcanzar la superficie terrestre e incluso las minas profundas.
Como los muones tienen una masa y una energía mayores que la energía de desintegración de la radiactividad, no se producen por desintegración radiactiva. No obstante, se producen en grandes cantidades en interacciones de alta energía en la materia normal, en ciertos aceleradores de partículas experimentos con hadrones y en interacciones de rayos cósmicos con la materia. Estas interacciones suelen producir inicialmente mesones pi, que casi siempre decaen en muones.
Al igual que los otros leptones cargados, el muón tiene un neutrino muónico asociado, denominado Neutrino muónico, que difiere del neutrino electrónico y participa en diferentes reacciones nucleares.

## Clasificación en el modelo estándar
Pertenece a la segunda generación de leptones, junto al electrón, que pertenece a la primera y al tau, que pertenece a la tercera. Es un fermión cuyo spin es la mitad de la constante reducida de Planck y cumple también, como los demás leptones, la simetría CPT con su respectiva antipartícula.

## Desintegración
El muon es la partícula cargada eléctricamente con masa mayor al electrón, su desintegración ha de producir por tanto un electrón más otras partículas cuya carga eléctrica total sea nula. El resultado más frecuente es un electrón, un antineutrino-electrónico y un µ-neutrino. Su antipartícula, el antimuón, se desintegra en un positrón, un e-neutrino y un µ-antineutrino:
{\displaystyle \mu ^{-}\to e^{-}+{\bar {\nu }}_{e}+\nu _{\mu },~~~\mu ^{+}\to e^{+}+\nu _{e}+{\bar {\nu }}_{\mu }}.
Es muy poco frecuente que aparezca en su desintegración un par de fotones y e-positrón.

## Historia
El muon fue la primera partícula elemental descubierta que no pertenecía a los átomos convencionales. Fue descubierto por Carl Anderson y Seth Neddermeyer en 1936, y confirmada su existencia posteriormente por J. C. Street y E. C. Stevenson, mientras estudiaban la radiación cósmica en una cámara de niebla, al detectar la presencia de partículas que se curvaban al pasar por un campo electromagnético de forma distinta a los electrones y a otras partículas conocidas, con una curvatura intermedia entre el electrón y el protón.
Con anterioridad, en 1935, una partícula similar había sido predicha por Hideki Yukawa para explicar que la interacción nuclear fuerte se transmitiese a través de una partícula portadora al igual que el fotón transmitía la fuerza electromagnética, pero como aquella no tiene influencia a largas distancias, no debería tener una masa nula como el fotón sino una masa estimada en 200 veces la del electrón. Dada la coincidencia de masas, se especuló en un principio con que la partícula recién descubierta pudiese ser la misma predicha por Yukawa. Sin embargo, el muon interacciona con otras partículas a través de la fuerza electromagnética e ignora las fuerzas nucleares, por lo que no podía identificarse con ella. La partícula predicha por Yukawa fue identificada en 1947 con el descubrimiento del pion.
Se supuso que la carga eléctrica era igual a la del electrón y su masa intermedia entre protón y electrón, por lo que la llamó en un principio mesotrón (del griego meso, intermedio). Pero al aparecer más tarde nuevas partículas intermedias, que adoptaron el nombre genérico de mesones, se vio en la necesidad de diferenciar tal partícula, que pasó a llamarse µ-mesón.
El µ-mesón divergía significativamente de otros mesones; su desintegración producía un electrón y un par de neutrinos (neutrino y antineutrino), al contrario de lo que se había observado en otros mesones, que generaban uno solamente (ya fuera neutrino o antineutrino). Se consideró que los otros mesones eran hadrones (partículas formadas por quarks y que por tanto intervienen en la interacción nuclear fuerte) formados por dos quarks. Sin embargo más tarde se descubrió que los muones eran partículas elementales (leptones) sin estructura de quark, similar a los electrones, por lo que la denominación mesón fue abandonada y se pasó a denominarse muon. 
En 1960 se descubrió que el antimuón podía reemplazar al protón en un átomo, al descubrirse los átomos de muonio, en los cuales un electrón orbita en torno a un antimuón (muon con carga positiva). Átomo que se desintegra rápidamente (2 µs) dando un electrón y dos neutrinos.
Una partícula con una masa en el rango mesón había sido predicha antes del descubrimiento de cualquier mesón, por el teórico Hideki Yukawa:

Parece natural modificar la teoría de Heisenberg y Fermi de la siguiente manera. La transición de una partícula pesada del estado de neutrón al de protón no siempre va acompañada de la emisión de partículas ligeras. A veces la transición es asumida por otra partícula pesada.

Debido a su masa, inicialmente se pensó que el mesón mu era la partícula de Yukawa y algunos científicos, entre ellos Niels Bohr, lo llamaron originalmente el yukón. 
El hecho de que el mesotrón (es decir, el muón) no era la partícula de Yukawa se estableció en 1946 mediante un experimento realizado por Marcello Conversi, Oreste Piccioni y Ettore Pancini en Roma. En este experimento, que Luis Walter Álvarez calificó como el "inicio de la física de partículas moderna" en 1968 su conferencia del Nobel, demostraron que los muones de los rayos cósmicos decaían sin ser capturados por núcleos atómicos, contrariamente a lo esperado por el mediador de la fuerza nuclear postulado por Yukawa.  La partícula predicha por Yukawa, el mesón pi, fue finalmente identificada en 1947 (de nuevo a partir de interacciones de rayos cósmicos).
Al conocerse ahora dos partículas con la masa intermedia, se adoptó el término más general mesón para referirse a cualquier partícula de este tipo dentro del intervalo correcto de masas entre electrones y nucleones. Además, para diferenciar entre los dos tipos distintos de mesones tras el descubrimiento del segundo mesón, la partícula mesotrónica inicial pasó a llamarse mesón mu (la letra griega μ [mu] corresponde a m), y el nuevo mesón de 1947 (la partícula de Yukawa) se denominó mesón pi.
Como posteriormente se descubrieron más tipos de mesones en experimentos con aceleradores, se acabó descubriendo que el mesón mu difería significativamente no sólo del mesón pi (de aproximadamente la misma masa), sino también de todos los demás tipos de mesones. La diferencia radicaba, en parte, en que los mesones mu no interaccionaban con la fuerza nuclear, como hacían los mesones pi (y así lo exigía la teoría de Yukawa). Los mesones más nuevos también mostraron indicios de comportarse como el mesón pi en las interacciones nucleares, pero no como el mesón mu. Además, los productos de desintegración del mesón mu incluían tanto un neutrino como un antineutrino, en lugar de sólo uno u otro, como se observó en la desintegración de otros mesones cargados.
En el Modelo Estándar de física de partículas codificado en la década de 1970, todos los mesones distintos del mesón mu se consideraron hadrones -es decir, partículas formadas por quarks- y, por tanto, sujetos a la fuerza nuclear. En el modelo de los quarks, un mesón ya no se definía por su masa (pues se habían descubierto algunos muy masivos, más que nucleoness), sino que eran partículas compuestas exactamente de dos cuarks (un cuark y un anticuark), a diferencia de los  bariones, que se definen como partículas compuestas de tres quarks (los protones y neutrones eran los bariones más ligeros). Los mesones mu, sin embargo, habían demostrado ser partículas fundamentales (leptones) como los electrones, sin estructura de cuarks. Así pues, los "mesones" mu no eran mesones en absoluto, en el nuevo sentido y uso del término mesón utilizado con el modelo de cuarks de la estructura de partículas.
Con este cambio en la definición, el término mesón mu fue abandonado, y sustituido siempre que fue posible por el término moderno muón, haciendo del término "mesón mu" sólo una nota histórica a pie de página. En el nuevo modelo de quarks, otros tipos de mesones siguieron denominándose a veces con una terminología más corta (por ejemplo, pión para el mesón pi), pero en el caso del muón, conservó el nombre más corto y nunca más volvió a denominarse correctamente con la antigua terminología "mesón mu".
El reconocimiento final del muón como un simple "electrón pesado", sin ningún papel en la interacción nuclear, pareció tan incongruente y sorprendente en su momento, que el premio Nobel I. I. Rabi bromeó célebremente: "¿Quién ordenó eso?"
En el Experimento de Rossi-Hall (1941), se utilizaron muones para observar la dilatación del tiempo (o, alternativamente, la contracción de la longitud) predicha por la relatividad especial, por primera vez. 